# I'm not racist, I have black friends
"I’m not racist; I have black friends" (tạm dịch: "Tôi không phân biệt chủng tộc; tôi có bạn bè da đen") hoặc biến thể "Some of my best friends are black" (tạm dịch: "Một số người bạn thân nhất của tôi là người da đen") là một kiểu ngụy biện phi hình thức thường được một số cá nhân sử dụng để biện minh cho tuyên bố của mình rằng họ không phân biệt chủng tộc đối với người da đen. Cụm từ này, trở nên phổ biến vào khoảng giữa những năm 2010, từ đó đã sinh ra nhiều meme Internet và những cuộc tranh luận về thái độ của người khác đối với vấn đề chủng tộc. Việc chương trình truyền hình Hoa Kỳ Black-ish đã sử dụng cụm từ này trong một cuộc thảo luận liên quan đến việc Donald Trump lên làm tổng thống Hoa Kỳ vào năm 2016 đã dẫn đến nhiều thảo luận rộng rãi trên các phương tiện truyền thông về "trò cũ" này.
Một nghiên cứu năm 2004 trên Tạp chí Tâm lý học Xã hội Cơ bản và Ứng dụng đã đánh giá cụm từ này là "một [lời tuyên bố cho] sự vô tội trên cơ sở là giao lưu". Một nghiên cứu năm 2011 được công bố trên Tạp chí Nghiên cứu Người Da đen dường như cho thấy rằng người Mỹ gốc Phi hiếm khi có ấn tượng khi người da trắng tuyên bố là có "bạn bè da đen", và rằng lời tuyên bố đó nhiều khả năng sẽ khiến người Mỹ gốc Phi nghĩ rằng người đưa ra nó trên thực tế lại có nhiều định kiến đối với họ hơn, chứ không phải ít hơn. Cụm từ này được trích dẫn làm ví dụ về "sự kháng cự đối với lối suy nghĩ chống phân biệt chủng tộc", và một số cách để bác bỏ logic của cụm từ này bao gồm "nó cũng giống như việc tuyên bố rằng không có phân biệt giới tính bởi vì tất cả chúng ta đều có bạn thân hoặc gia đình là phụ nữ vậy".